# ملعب إنييمبا الدولي
ملعب إنيمبا الدولي هو ملعب متعدد الاستخدامات يقع في مدينة آبا، نيجيريا. يستخدم الملعب حاليًا في الأغلب لكرة القدم. يلعب نادي إنيمبا مبارياته على هذا الملعب. يستوعب الملعب 25,500 مشجع.